# M1 World Championship 2019
O M1 World Championship 2019 foi o primeiro campeonato mundial de Mobile Legends: Bang Bang, um torneio de esportes eletrônicos no estilo Multiplayer Online Battle Arena (MOBA) para aparelhos móveis, sendo desenvolvido e publicado pela Moonton. O torneio ocorreu entre os dias 10 e 17 de Novembro de 2019, em Kuala Lumpur, na Malásia e teve a equipe indonésia da EVOS Legends como grande campeã.
O torneio contou com dezesseis equipes de treze países, sendo oito classificadas através (M1) National Qualifying (uma de cada país), e outras oito através do Mobile Professional League de suas respectivas regiões. As dezesseis equipes, dividas em quatro grupos com quatro times cada, disputaram a fase de grupos, enfrentando umas às outras uma única vez ao estilo Md3, entre os dias 10 e 14 de Novembro. Os dois times mais bem colocados de cada grupo disputaram, em caráter eliminatório, partidas ao estilo Md3 ou Md5 até a final, e esta foi disputada ao estilo Md7. Sendo que fase de playoffs foi aberta ao público e disputada na Axiata Arena, em Kuala Lumpur. O torneio ainda previu uma premiação total em U$ 250,000,000 distribuída entre as equipes participantes.

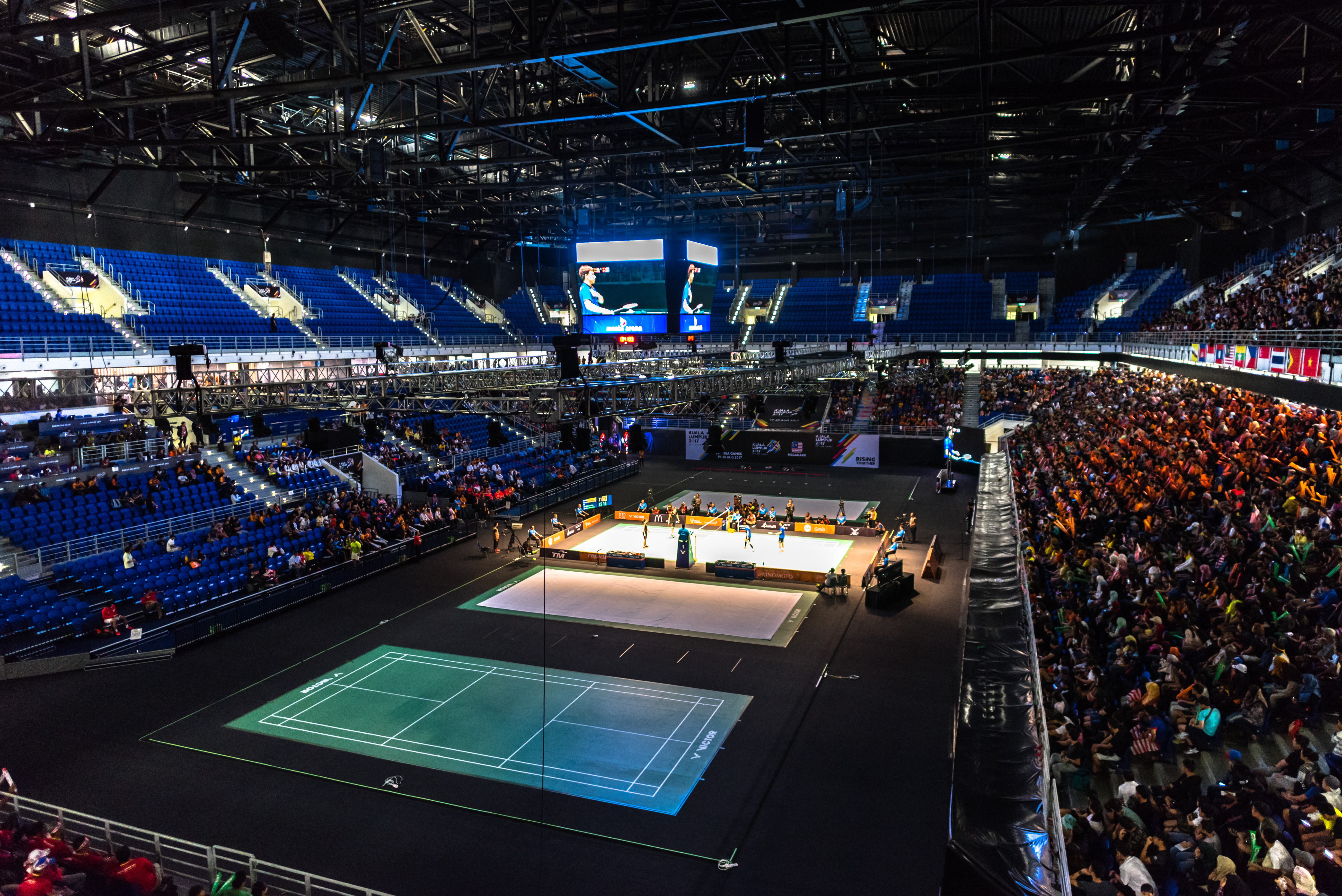
Axiata Arena, Kuala Lumpur, Malásia

## Cobertura da mídia
No Brasil, todos os jogos tiveram a cobertura exclusiva do canal MLBB eSports, na plataforma de compartilhamento de vídeos online YouTube.

## Equipes qualificadas e jogadores

### Equipes qualificadas
| País                                                       | Torneio                                                    | Classificação                                                     | Equipe                                                     | ID                                                         | Pote                                                       |
| Equipes qualificadas através do Mobile Professional League | Equipes qualificadas através do Mobile Professional League | Equipes qualificadas através do Mobile Professional League        | Equipes qualificadas através do Mobile Professional League | Equipes qualificadas através do Mobile Professional League | Equipes qualificadas através do Mobile Professional League |
| ---------------------------------------------------------- | ---------------------------------------------------------- | ----------------------------------------------------------------- | ---------------------------------------------------------- | ---------------------------------------------------------- | ---------------------------------------------------------- |
| Malásia e Singapura                                        | MPL MY/SG                                                  | Campeão do MPL MY/SG Season 4                                     | EVOS eSports SG                                            | EVS                                                        | 1                                                          |
| Malásia e Singapura                                        | MPL MY/SG                                                  | Vice-campeão do MPL MY/SG Season 4                                | Todak eSports                                              | TDK                                                        | 2                                                          |
| Malásia e Singapura                                        | MPL MY/SG                                                  | Equipe melhor colocada da Temporada Regular da MPL MY/SG Season 4 | Axis eSports                                               | Axis                                                       | 2                                                          |
| Filipinas                                                  | MPL PH                                                     | Campeão do MPL PH Season 4                                        | Sunsparks                                                  | SS                                                         | 1                                                          |
| Filipinas                                                  | MPL PH                                                     | Vice-campeão do MPL PH Season 4                                   | Onic PH                                                    | ONIC                                                       | 2                                                          |
| Indonésia                                                  | MPL ID                                                     | Campeão do MPL ID Season 4                                        | EVOS Legends                                               | EVOS                                                       | 1                                                          |
| Indonésia                                                  | MPL ID                                                     | Vice-campeão do MPL ID season 4                                   | Rex Regum Qeon                                             | RRQ                                                        | 2                                                          |
| Myanmar                                                    | MPL Myanmar                                                | Campeão do MPL Myanmar Season 3                                   | Burmese Ghouls                                             | BG                                                         | 1                                                          |
| Equipes qualificadas através do (M1) Nationals Qualifying  |                                                            |                                                                   |                                                            |                                                            |                                                            |
| Russia                                                     | (M1) Russia                                                | Campeão do (M1) National Qualifying                               | Deus Vult eSports Team                                     | DeVu                                                       | 3                                                          |
| Estados Unidos                                             | (M1) US                                                    | Campeão do (M1) National Qualifying                               | Team Gosu                                                  | Gosu                                                       | 3                                                          |
| Turquia                                                    | (M1) Turkey                                                | Campeão do (M1) National Qualifying                               | Evil eSports                                               | Evil                                                       | 3                                                          |
| Brasil                                                     | (M1) Brazil                                                | Campeão do (M1) National Qualifying                               | GeO eSports                                                | GeO                                                        | 3                                                          |
| Japão                                                      | (M1) Japan                                                 | Campeão do (M1) National Qualifying                               | 10second Gaming+                                           | 10S                                                        | 3                                                          |
| Tailândia e Laos                                           | (M1) Thai/Laos                                             | Campeão do (M1) National Qualifying                               | Candy Comeback                                             | CC                                                         | 3                                                          |
| Camboja                                                    | (M1) Cambodia                                              | Campeão do (M1) National Qualifying                               | Impunity KH                                                | IMP                                                        | 3                                                          |
| Vietnã                                                     | (M1) Vietnam                                               | Campeão do (M1) National Qualifying                               | VEC Fantasy Main                                           | VFM                                                        | 3                                                          |

### Jogadores
Jogador que não disputou partidas.
| Equipes                         | Jogadores                       | Jogadores                       | Jogadores                       | Jogadores                       | Jogadores                       | Jogadores                       |
| Malásia e Singapura (MPL MY/SG) | Malásia e Singapura (MPL MY/SG) | Malásia e Singapura (MPL MY/SG) | Malásia e Singapura (MPL MY/SG) | Malásia e Singapura (MPL MY/SG) | Malásia e Singapura (MPL MY/SG) | Malásia e Singapura (MPL MY/SG) |
| ------------------------------- | ------------------------------- | ------------------------------- | ------------------------------- | ------------------------------- | ------------------------------- | ------------------------------- |
| EVOS eSports SG                 | Kolia                           | Soul                            | Acee                            | Potato                          | JiaoPL                          | OhDeerBambi                     |
| Todak eSports                   | Moonnnnnn                       | Cikuuuuu                        | Eoneeeeee                       | Xrayyyyyy                       | Nenassssss                      | Lycheeeeee                      |
| Axis eSports                    | Evilx                           | Loong                           | Scott                           | .Zee                            | Lacid                           | Rynn                            |
| Filipinas (MPL PH)              |                                 |                                 |                                 |                                 |                                 |                                 |
| Sunsparks                       | Rafflesia                       | Fuzaken                         | Kielvj                          | Jaypee                          | Renzio                          | Eskii Flexx                     |
| Onic PH                         | OhMyV33NUS                      | Zico                            | Wise                            | Dlar                            | Iy4knu                          | Greed                           |
| Indonésia (MPL ID)              |                                 |                                 |                                 |                                 |                                 |                                 |
| EVOS Legends                    | Oura                            | Wannn.                          | Donkey.                         | Luminaire                       | Rekt                            | izzy                            |
| Rex Regum Qeon                  | Lemon.                          | TUTURUU                         | VYNN                            | LIAM                            | XINN                            | AyamJAGO                        |
| Myanmar (MPL Myanmar)           |                                 |                                 |                                 |                                 |                                 |                                 |
| Burmese Ghouls                  | I C E I C E                     | rubydd                          | MayBe                           | ACE007                          | Kid001                          | PVNDV                           |
| Tailândia e Laos (M1 Thai/Laos) |                                 |                                 |                                 |                                 |                                 |                                 |
| Candy Comeback                  | Conann                          | Bister                          | NoRz                            | ToMz                            | TonMvP                          | Vanvilay                        |
| Vietnã (M1 Vietnam)             |                                 |                                 |                                 |                                 |                                 |                                 |
| VEC Fantasy Main                | Lucky                           | TMax                            | TiNee                           | Saito                           | Broly                           | Hide                            |
| Brasil (M1 Brazil)              |                                 |                                 |                                 |                                 |                                 |                                 |
| GeO eSports                     | Barion                          | Homis                           | Libra                           | wass                            | Jun                             | Aura                            |
| Russia (M1 Russia)              |                                 |                                 |                                 |                                 |                                 |                                 |
| Deus Vult eSports Team          | SAWO                            | LilHappy LilSad                 | Kupie                           | PUNCHER                         | XeKa                            | Sunset Lover                    |
| Japão (M1 Japan)                |                                 |                                 |                                 |                                 |                                 |                                 |
| 10second Gaming+                | Obuyan                          | Surei                           | Tomebo                          | Pappa                           | Totaka                          | Kozu+                           |
| Camboja (M1 Cambodia)           |                                 |                                 |                                 |                                 |                                 |                                 |
| Impunity KH                     | PROM                            | PARAGON                         | ZENZ                            | ATEV                            | WATT.                           | BOOM                            |
| Estados Unidos (M1 US)          |                                 |                                 |                                 |                                 |                                 |                                 |
| Team Gosu                       | General                         | Basic                           | Breezy                          | Khenray                         | Orochi                          | Paulo                           |
| Turquia (M1 Turkey)             |                                 |                                 |                                 |                                 |                                 |                                 |
| Evil eSports                    | PRASA                           | LUCA                            | ITACHI                          | ASHH                            | KATZE                           | MOCKER                          |

## Fase de Grupos
- Sede: Kuala Lumpur, Malásia. Sem público.
- Data: 10-14 de Novembro.
- As dezesseis equipes foram sorteadas e divididas em quatro grupos com quatro equipes cada. Times do mesmo país/região não puderam estar no mesmo grupo.
- As equipes enfrentarão umas às outras uma única vez ao estilo Md3.
- Vitória por 2 - 0 =  3 pontos,  vitória por 2 - 1 = 2 pontos, derrota por 1 - 2 = 1 ponto, derrota por 0 - 2 = 0 ponto.
- Ao fim da fase de grupos, se houver equipes com a mesma pontuação, o critério de desempate se dará pelo confronto direto.
- As duas melhores equipes avançam para a fase de playoffs, enquanto as duas últimas estarão eliminadas do torneio.

     Equipes classificadas para a fase de Playoffs.
     Equipes eliminadas do Torneio.

### Grupo A
| 1 | Rex Regum Qeon   | RRQ | -     | 2 - 1 | 2 - 0 | 2 - 0 | 6 | 1 | 8 |
| 2 | VEC Fantasy Main | VFM | 1 - 2 | -     | 2 - 1 | 2 - 0 | 5 | 3 | 6 |
| 3 | EVOS eSports SG  | EVS | 0 - 2 | 1 - 2 | -     | 2 - 0 | 3 | 4 | 4 |
| 4 | Impunity KH      | IMP | 0 - 2 | 0 - 2 | 0 - 2 | -     | 0 | 6 | 0 |

| Jogo | Blue side | Resultado | Resultado | Red side | Data e Horário               |
| ---- | --------- | --------- | --------- | -------- | ---------------------------- |
| 1    | EVS       | D         | V         | RRQ      | 10 de Novembro 23:00 (UTC−3) |
| 2    | RRQ       | V         | D         | EVS      | 10 de Novembro 23:00 (UTC−3) |
| 3    | RRQ       | V         | D         | VFM      | 11 de Novembro 00:30 (UTC−3) |
| 4    | VFM       | V         | D         | RRQ      | 11 de Novembro 00:30 (UTC−3) |
| 5    | VFM       | D         | V         | RRQ      | 11 de Novembro 00:30 (UTC−3) |
| 6    | EVS       | V         | D         | IMP      | 11 de Novembro 2:00 (UTC−3)  |
| 7    | IMP       | D         | V         | EVS      | 11 de Novembro 2:00 (UTC−3)  |
| 8    | IMP       | D         | V         | VFM      | 11 de Novembro 3:30 (UTC−3)  |
| 9    | VFM       | V         | D         | IMP      | 11 de Novembro 3:30 (UTC−3)  |
| 10   | EVS       | V         | D         | VFM      | 11 de Novembro 5:00 (UTC−3)  |
| 11   | VFM       | V         | D         | EVS      | 11 de Novembro 5:00 (UTC−3)  |
| 12   | EVS       | D         | V         | VFM      | 11 de Novembro 5:00 (UTC−3)  |
| 13   | RRQ       | V         | D         | IMP      | 11 de Novembro 6:30 (UTC−3)  |
| 14   | IMP       | D         | V         | RRQ      | 11 de Novembro 6:30 (UTC−3)  |

### Grupo B
| 1 | Burmese Ghouls | BG   | -     | 2 - 0 | 2 - 0 | 2 - 0 | 6 | 0 | 9 |
| 2 | Axis eSports   | Axis | 0 - 2 | -     | 2 - 0 | 2 - 0 | 4 | 2 | 6 |
| 3 | Team Gosu      | Gosu | 0 - 2 | 0 - 2 | -     | 2 - 0 | 2 | 4 | 3 |
| 4 | Candy Comeback | CC   | 0 - 2 | 0 - 2 | 0 - 2 | -     | 0 | 6 | 0 |

| Jogo | Blue side | Resultado | Resultado | Red side | Data e Horário               |
| ---- | --------- | --------- | --------- | -------- | ---------------------------- |
| 1    | Axis      | D         | V         | BG       | 11 de Novembro 23:00 (UTC−3) |
| 2    | BG        | V         | D         | Axis     | 11 de Novembro 23:00 (UTC−3) |
| 3    | Axis      | V         | D         | Gosu     | 12 de Novembro 00:30 (UTC−3) |
| 4    | Gosu      | D         | V         | Axis     | 12 de Novembro 00:30 (UTC−3) |
| 5    | BG        | V         | D         | CC       | 12 de Novembro 2:00 (UTC−3)  |
| 6    | CC        | D         | V         | BG       | 12 de Novembro 2:00 (UTC−3)  |
| 7    | Gosu      | V         | D         | CC       | 12 de Novembro 3:30 (UTC−3)  |
| 8    | CC        | D         | V         | Gosu     | 12 de Novembro 3:30 (UTC−3)  |
| 9    | BG        | V         | D         | Gosu     | 12 de Novembro 5:00 (UTC−3)  |
| 10   | Gosu      | D         | V         | BG       | 12 de Novembro 5:00 (UTC−3)  |
| 11   | CC        | D         | V         | Axis     | 12 de Novembro 6:30 (UTC−3)  |
| 12   | Axis      | V         | D         | CC       | 12 de Novembro 6:30 (UTC−3)  |

### Grupo C
| 1 | Todak eSports | TDK  | -     | 1 - 2 | 2 - 0 | 2 - 0 | 5 | 2 | 7 |
| 2 | Sunsparks     | SS   | 2 - 1 | -     | 2 - 1 | 2 - 1 | 6 | 3 | 6 |
| 3 | Evil eSports  | Evil | 0 - 2 | 1 - 2 | -     | 2 - 0 | 3 | 4 | 4 |
| 4 | GeO eSports   | GeO  | 0 - 2 | 1 - 2 | 0 - 2 | -     | 1 | 6 | 1 |

| Jogo | Blue side | Resultado | Resultado | Red side | Data e Horário               |
| ---- | --------- | --------- | --------- | -------- | ---------------------------- |
| 1    | SS        | V         | D         | TDK      | 12 de Novembro 23:00 (UTC−3) |
| 2    | TDK       | V         | D         | SS       | 12 de Novembro 23:00 (UTC−3) |
| 3    | SS        | V         | D         | TDK      | 12 de Novembro 23:00 (UTC−3) |
| 4    | Evil      | D         | V         | TDK      | 13 de Novembro 00:30 (UTC−3) |
| 5    | TDK       | V         | D         | Evil     | 13 de Novembro 00:30 (UTC−3) |
| 6    | GeO       | D         | V         | SS       | 13 de Novembro 2:00 (UTC−3)  |
| 7    | SS        | D         | V         | GeO      | 13 de Novembro 2:00 (UTC−3)  |
| 8    | GeO       | D         | V         | SS       | 13 de Novembro 2:00 (UTC−3)  |
| 9    | GeO       | D         | V         | Evil     | 13 de Novembro 3:30 (UTC−3)  |
| 10   | Evil      | V         | D         | GeO      | 13 de Novembro 3:30 (UTC−3)  |
| 11   | SS        | D         | V         | Evil     | 13 de Novembro 5:00 (UTC−3)  |
| 12   | Evil      | D         | V         | SS       | 13 de Novembro 5:00 (UTC−3)  |
| 13   | SS        | V         | D         | Evil     | 13 de Novembro 5:00 (UTC−3)  |
| 14   | GeO       | D         | V         | TDK      | 13 de Novembro 6:30 (UTC−3)  |
| 15   | TDK       | V         | D         | GeO      | 13 de Novembro 6:30 (UTC−3)  |

### Grupo D
| 1 | EVOS Legends           | EVOS | -     | 2 - 1 | 2 - 0 | 2 - 0 | 6 | 1 | 8 |
| 2 | 10second Gaming+       | 10S  | 1 - 2 | -     | 2 - 0 | 2 - 0 | 5 | 2 | 7 |
| 3 | Onic PH                | ONIC | 0 - 2 | 0 - 2 | -     | 2 - 1 | 2 | 5 | 2 |
| 4 | Deus Vult eSports Team | DeVu | 0 - 2 | 0 - 2 | 1 - 2 | -     | 1 | 6 | 1 |

| Jogo | Blue side | Resultado | Resultado | Red side | Data e Horário               |
| ---- | --------- | --------- | --------- | -------- | ---------------------------- |
| 1    | ONIC      | D         | V         | EVOS     | 13 de Novembro 23:00 (UTC−3) |
| 2    | EVOS      | V         | D         | ONIC     | 13 de Novembro 23:00 (UTC−3) |
| 3    | ONIC      | D         | V         | 10S      | 14 de Novembro 00:30 (UTC−3) |
| 4    | 10S       | V         | D         | ONIC     | 14 de Novembro 00:30 (UTC−3) |
| 5    | DeVu      | D         | V         | EVOS     | 14 de Novembro 2:00 (UTC−3)  |
| 6    | EVOS      | V         | D         | DeVu     | 14 de Novembro 2:00 (UTC−3)  |
| 7    | 10S       | V         | D         | DeVu     | 14 de Novembro 3:30 (UTC−3)  |
| 8    | DeVu      | D         | V         | 10S      | 14 de Novembro 3:30 (UTC−3)  |
| 9    | 10S       | V         | D         | EVOS     | 14 de Novembro 5:00 (UTC−3)  |
| 10   | EVOS      | V         | D         | 10S      | 14 de Novembro 5:00 (UTC−3)  |
| 11   | 10S       | D         | V         | EVOS     | 14 de Novembro 5:00 (UTC−3)  |
| 12   | ONIC      | V         | D         | DeVu     | 14 de Novembro 6:30 (UTC−3)  |
| 13   | DeVu      | V         | D         | ONIC     | 14 de Novembro 6:30 (UTC−3)  |
| 14   | ONIC      | V         | D         | DeVu     | 14 de Novembro 6:30 (UTC−3)  |

## Playoffs
- Sede: Kuala Lumpur, Malásia. Aberto ao público.
- Data: 15-17 de Novembro.
- Oito equipes disputam a fase eliminatória.
- Os jogos estão divididos em 3 dias, em tabela superior e tabela inferior.
- Na tabela superior, classificam-se os primeiros colocados de cada grupo.
- Na tabela inferior, classificam-se os 2° colocados de cada grupo.
- Os jogos de 1-6 e 8 serão disputados ao estilo Md3.
- Os jogos 7 e 9 serão disputados ao estilo Md5.
- Os perdedores do Jogo 1 e Jogo 2 disputarão o Jogo 6 e Jogo 5, respectivamente.
- O perdedor do Jogo 7 disputará o Jogo 9.
- A grande final será disputada ao estilo Md7.

     Equipes que avançam para a próxima fase.
     Equipes perdedoras que avançam para a Tabela Inferior.
     Equipes eliminadas do Torneio.

### Dia 1: 15 de Novembro
- Local: Axiata Arena, Kuala Lumpur, Malásia.[1] Aberto ao público.

#### Jogo 1 - Tabela Superior
| Equipe              | Resultado |
| ------------------- | --------- |
| 1° A Rex Regum Qeon | 2         |
| 1° C Todak eSports  | 0         |

| Jogo | Blue side | Resultado | Resultado | Red side | Horário       |
| ---- | --------- | --------- | --------- | -------- | ------------- |
| 1    | RRQ       | V         | D         | TDK      | 00:00 (UTC−3) |
| 2    | TDK       | D         | V         | RRQ      | 00:00 (UTC−3) |
| 3    | ---       | ---       | ---       | ---      | 00:00 (UTC−3) |

#### Jogo 2 - Tabela Superior
| Equipe              | Resultado |
| ------------------- | --------- |
| 1° B Burmese Ghouls | 0         |
| 1° D EVOS Legends   | 2         |

| Jogo | Blue side | Resultado | Resultado | Red side | Horário      |
| ---- | --------- | --------- | --------- | -------- | ------------ |
| 1    | EVOS      | V         | D         | BG       | 2:00 (UTC−3) |
| 2    | BG        | D         | V         | EVOS     | 2:00 (UTC−3) |
| 3    | ---       | ---       | ---       | ---      | 2:00 (UTC−3) |

#### Jogo 3 - Tabela Inferior
| Equipe                | Resultado |
| --------------------- | --------- |
| 2° A VEC Fantasy Main | 0         |
| 2° C Sunsparks        | 2         |

| Jogo | Blue side | Resultado | Resultado | Red side | Horário      |
| ---- | --------- | --------- | --------- | -------- | ------------ |
| 1    | SS        | V         | D         | VFM      | 4:00 (UTC−3) |
| 2    | VFM       | D         | V         | SS       | 4:00 (UTC−3) |
| 3    | ---       | ---       | ---       | ---      | 4:00 (UTC−3) |

#### Jogo 4 - Tabela Inferior
| Equipe                | Resultado |
| --------------------- | --------- |
| 2° B Axis eSports     | 0         |
| 2° D 10second Gaming+ | 2         |

| Jogo | Blue side | Resultado | Resultado | Red side | Horário      |
| ---- | --------- | --------- | --------- | -------- | ------------ |
| 1    | 10S       | V         | D         | Axis     | 6:00 (UTC−3) |
| 2    | Axis      | D         | V         | 10S      | 6:00 (UTC−3) |
| 3    | ---       | ---       | ---       | ---      | 6:00 (UTC−3) |

### Dia 2: 16 de Novembro
- Local: Axiata Arena, Kuala Lumpur, Malásia.[1] Aberto ao público.

#### Jogo 5 - Tabela Inferior
| Equipe                            | Resultado |
| --------------------------------- | --------- |
| Vencedor do Jogo 3 Sunsparks      | 1         |
| Perdedor do Jogo 2 Burmese Ghouls | 2         |

| Jogo | Blue side | Resultado | Resultado | Red side | Horário       |
| ---- | --------- | --------- | --------- | -------- | ------------- |
| 1    | SS        | D         | V         | BG       | 00:00 (UTC−3) |
| 2    | BG        | D         | V         | SS       | 00:00 (UTC−3) |
| 3    | SS        | D         | V         | BG       | 00:00 (UTC−3) |

#### Jogo 6 - Tabela Inferior
| Equipe                              | Resultado |
| ----------------------------------- | --------- |
| Vencedor do Jogo 4 10second Gaming+ | 1         |
| Perdedor do Jogo 1 Todak eSports    | 2         |

| Jogo | Blue side | Resultado | Resultado | Red side | Horário      |
| ---- | --------- | --------- | --------- | -------- | ------------ |
| 1    | 10S       | D         | V         | TDK      | 2:00 (UTC−3) |
| 2    | TDK       | D         | V         | 10S      | 2:00 (UTC−3) |
| 3    | 10S       | D         | V         | TSK      | 2:00 (UTC−3) |

#### Jogo 7 - Tabela Superior
- O vencedor aqui avançará direto para a Grande Final.

| Equipe                            | Resultado |
| --------------------------------- | --------- |
| Vencedor do Jogo 1 Rex Regum Qeon | 0         |
| Vencedor do Jogo 2 EVOS Legends   | 3         |

| Jogo | Blue side | Resultado | Resultado | Red side | Horário      |
| ---- | --------- | --------- | --------- | -------- | ------------ |
| 1    | RRQ       | D         | V         | EVOS     | 4:00 (UTC−3) |
| 2    | RRQ       | D         | V         | EVOS     | 4:00 (UTC−3) |
| 3    | EVOS      | V         | D         | RRQ      | 4:00 (UTC−3) |
| 4    | ---       | ---       | ---       | ---      | 4:00 (UTC−3) |
| 5    | ---       | ---       | ---       | ---      | 4:00 (UTC−3) |

#### Jogo 8 - Tabela Inferior
| Equipe                            | Resultado |
| --------------------------------- | --------- |
| Vencedor do Jogo 5 Burmese Ghouls | 0         |
| Vencedor do Jogo 6 Todak eSports  | 2         |

| Jogo | Blue side | Resultado | Resultado | Red side | Horário      |
| ---- | --------- | --------- | --------- | -------- | ------------ |
| 1    | TDK       | V         | D         | BG       | 8:00 (UTC−3) |
| 2    | TDK       | V         | D         | BG       | 8:00 (UTC−3) |
| 3    | ---       | ---       | ---       | ---      | 8:00 (UTC−3) |

### Dia 3: 17 de Novembro
- Local: Axiata Arena, Kuala Lumpur, Malásia.[1] Aberto ao público.
- O vencedor avança para a Grande Final.

#### Jogo 9 - Tabela Inferior
| Equipe                            | Resultado |
| --------------------------------- | --------- |
| Vencedor do Jogo 8 Todak eSports  | 1         |
| Perdedor do Jogo 7 Rex Regum Qeon | 3         |

| Jogo | Blue side | Resultado | Resultado | Red side | Horário      |
| ---- | --------- | --------- | --------- | -------- | ------------ |
| 1    | TDK       | D         | V         | RRQ      | 2:00 (UTC−3) |
| 2    | RRQ       | V         | D         | TDK      | 2:00 (UTC−3) |
| 3    | TDK       | V         | D         | RRQ      | 2:00 (UTC−3) |
| 4    | TDK       | D         | V         | RRQ      | 2:00 (UTC−3) |
| 5    | ---       | ---       | ---       | ---      | 2:00 (UTC−3) |

### Dia 3: Grande Final
- Local: Axiata Arena, Kuala Lumpur, Malásia.[1] Aberto ao público.
- Data: 17 de Novembro.
- Os finalistas buscarão o primeiro título de campeão do (M1) World Championship.

| Equipe                            | Resultado |
| --------------------------------- | --------- |
| Vencedor do Jogo 7 EVOS Legends   | 4         |
| Vencedor do Jogo 9 Rex Regum Qeon | 3         |

| Jogo | Blue side | Resultado | Resultado | Red side | Horário      |
| ---- | --------- | --------- | --------- | -------- | ------------ |
| 1    | RRQ       | V         | D         | EVOS     | 4:00 (UTC−3) |
| 2    | RRQ       | D         | V         | EVOS     | 4:00 (UTC−3) |
| 3    | RRQ       | V         | D         | EVOS     | 4:00 (UTC−3) |
| 4    | RRQ       | V         | D         | EVOS     | 4:00 (UTC−3) |
| 5    | EVOS      | V         | D         | RRQ      | 4:00 (UTC−3) |
| 6    | RRQ       | D         | V         | EVOS     | 4:00 (UTC−3) |
| 7    | EVOS      | V         | D         | RRQ      | 4:00 (UTC−3) |

## Ranking

### Ranking dos times
| Posição | País           | Equipe          | FG    | PF            | SF            | Final | Premiação (USD) |
| ------- | -------------- | --------------- | ----- | ------------- | ------------- | ----- | --------------- |
| 1°      | Indonésia      | EVOS Legends    | 6 - 1 | 2 - 0         | 3 - 0         | 4 - 3 | $80.000,00      |
| 2°      | Indonésia      | Rex Regum Qeon  | 6 - 1 | 2 - 0         | 0 - 3 + 3 - 1 | 3 - 4 | $40.000,00      |
| 3°      | Malásia        | Todak eSports   | 5 - 2 | 0 - 2 + 2 - 1 | 2 - 0 + 1 - 3 |       | $20.000,00      |
| 4°      | Myanmar        | Burmese Ghouls  | 6 - 0 | 0 - 2 + 2 - 1 | 0 - 2         |       | $12.000,00      |
| 5°      | Filipinas      | Sunsparks       | 6 - 3 | 2 - 0 + 1 - 2 |               |       | $8.000,00       |
| 6°      | Japão          | 10Seconds G+    | 5 - 2 | 2 - 0 + 1 - 2 |               |       | $8.000,00       |
| 7°      | Vietname       | VEC Fantasy M.  | 5 - 3 | 0 - 2         |               |       | $6.000,00       |
| 8°      | Malásia        | Axis eSports    | 4 - 2 | 0 - 2         |               |       | $6.000,00       |
| 9°      | Turquia        | Evil eSports    | 3 - 4 |               |               |       | $4.000,00       |
| 10°     | Singapura      | EVOS eSports SG | 3 - 4 |               |               |       | $4.000,00       |
| 11°     | Estados Unidos | Team Gosu       | 2 - 4 |               |               |       | $4.000,00       |
| 12°     | Filipinas      | Onic PH         | 2 - 5 |               |               |       | $4.000,00       |
| 13°     | Rússia         | Deus Vult       | 1 - 6 |               |               |       | $3.000,00       |
| 14°     | Brasil         | Geo eSports     | 1 - 6 |               |               |       | $3.000,00       |
| 15°     | Camboja        | Impunity KH     | 0 - 6 |               |               |       | $3.000,00       |
| 16°     | Laos           | Candy Comeback  | 0 - 6 |               |               |       | $3.000,00       |
| Posição | País           | Equipe          | FG    | PF            | SF            | Final | Premiação (USD) |